# 北埔鄉
北埔鄉（臺灣客家語海陸腔：bed buˋ hiongˋ）位於臺灣新竹縣西南方，西鄰峨眉鄉，北鄰寶山鄉，東接竹東鎮，南至五指山與五峰鄉毗鄰，西南與苗栗縣南庄鄉相連。行政區域東西寬約8公里，南北長約12.8公里，面積約50.667平方公里。
清領時期以前的北埔鄉原為賽夏族與其他平埔族原住民的混居地與獵場，清道光十五年（1835），淡水同知李嗣鄴先後下令粵籍姜秀鑾與閩籍林德修、周邦正仝立合約，閩粵各募資本一萬二千六百圓，共同設立閩粵合股之武裝拓墾組織「金廣福墾號」拓墾位於新竹東南方之大隘地區，範圍包括今日之北埔鄉、寶山鄉、峨眉鄉等地，其後客家人入墾移民當地，因此北埔鄉居民現以客家人為多數，鄉內客家人口約佔總人口的95%，是臺灣客家人比率較高的地區。

## 地理

### 地形
北埔鄉地形以山地及丘陵為主，地勢南高北低，因受樹狀分佈溪流之切割而形成位置偏北的北埔、南埔為中心之二大台地。但由於山地與台地之間落差大、水流急，溪流集水區也不夠大，無法形成較寬廣之沖積平原。北埔盆地標高約介於90至150公尺之間，地勢平坦且土質肥沃，加上灌溉水源豐沛，故早期即已被開發成梯田，為全鄉之穀倉。盆地周圍之丘陵地形標高大抵介於90至200公尺之間，當地居民多開闢成為茶園、果園或梯田。

### 水文
北埔鄉境河川密佈，均屬於中港溪支流峨眉溪水系。大坪溪為全鄉最長河川，發源於縣界南側約500公尺處的鵝公髻山東北坡，經五峰鄉流進北埔後，由南向北流至北埔台地，先後匯集來自東方的大湖溪及來自東北方的水磜溪後，進入峨眉鄉境，隨後再匯集來流經南埔台地之番婆坑溪，成為峨眉湖的主要水源之一。

### 氣候
北埔鄉因四周有山地及丘陵地形屏障，並未受到鄰近新竹都會區空氣污染所形成之溫室效應影響，全年氣候適中宜人，年平均氣溫約為攝氏22度，降雨量1,700厘米以上。夏秋颱風季節時，雖然極少遭受嚴重風害，但所帶之大量雨水常使溪流水位暴漲，形成嚴重的水土沖刷，往往危及當地居民的生命財產安全，為主要的天然災害。

### 人口
根據新竹縣北埔鄉戶政事務所統計，2024年底北埔鄉戶數約3.1千戶，人口約8.4千人，鄉內人口最多與最少的村分別是埔尾村與外坪村，2024年底兩村人口分別為2,829人與277人。

## 政治

### 歷屆鄉長
- 第1屆姜煥蔚
- 第2屆彭瑞鳳
- 第3-4屆姜崇壽
- 第5屆彭榮發
- 第6屆陳木枝
- 第7-8屆姜炫鏢
- 第9屆莊坤炎
- 第10-11屆彭瑞鐸
- 第12-13屆陳正順
- 第14-15屆何松旺
- 第16屆春海
- 第17屆姜良明
- 第18-19屆莊明增

### 鄉政組織
北埔鄉公所是北埔鄉最高層級的地方行政機關，在中華民國政府架構中為鄉自治的行政機關，同時負責執行縣政府及中央機關委辦事項，北埔鄉的自治監督機關為新竹縣政府。鄉長由全體鄉民直接選舉產生，任期為四年，可連選連任一次。北埔鄉公所並置鄉政會議，為鄉政最高決策機構，在鄉長之下，設有5課4室等2個內部單位及4個附屬機關。
北埔鄉民代表會是北埔鄉的最高民意機關，代表北埔鄉全體鄉民立法和監察鄉政。鄉民代表由公民直選選出，任期為四年，可連選連任。北埔鄉民代表會共有7位鄉民代表，分別為第一選區2席鄉民代表、第二選區4席鄉民代表、第三選區1席鄉民代表，主席、副主席由7位鄉民代表互選產生。

### 行政區
| 北埔鄉行政區劃                                                                    |
| 水磜村 埔 尾 村 a b 大 湖 村 大林村 南 埔 村 外 坪 村 南 坑 村 a:北埔村；b:南興村 |

- 1947年9月至1950年10月曾管轄今竹東鎮上坪里及瑞峰里。[5]

## 古蹟

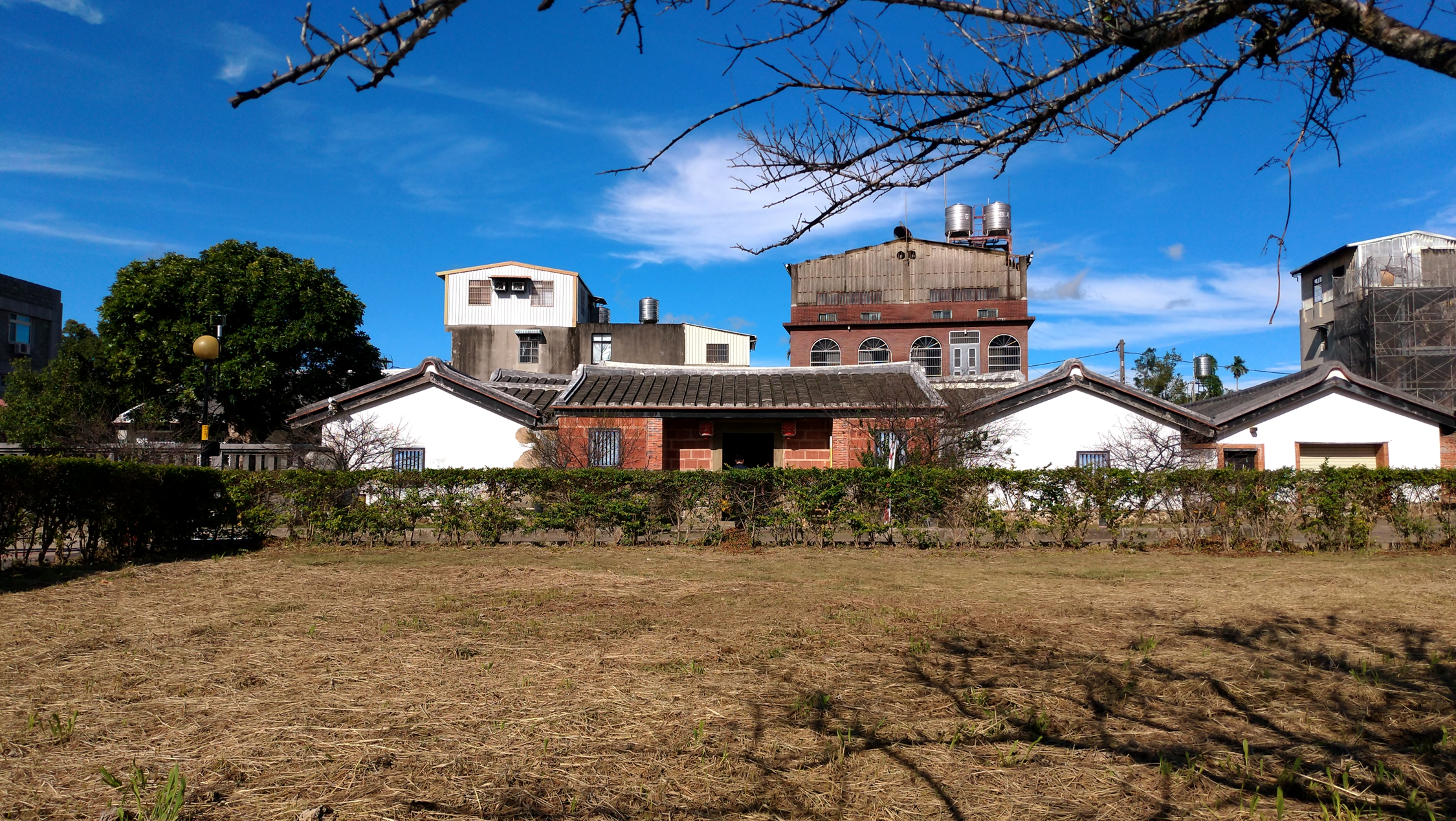
國定古蹟金廣福公館

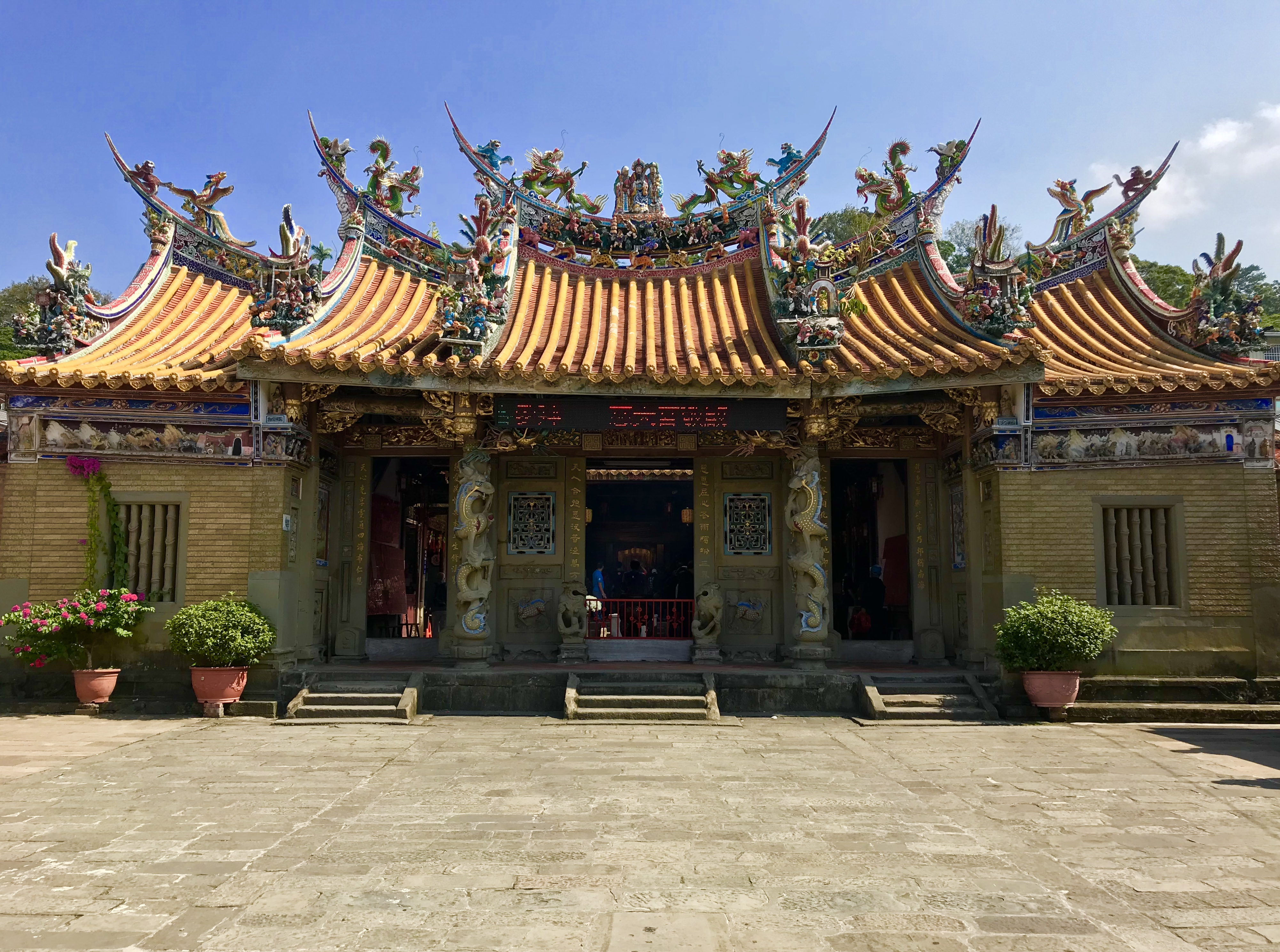
新竹縣定古蹟慈天宮

金廣福公館是新竹縣境內唯一的國定古蹟（原國家一級古蹟），創建於1835年（清道光15年），為粵籍姜秀鑾及閩籍林德修、周邦正在清朝官方支持之下所共同設立的閩粵合股之拓墾組織（俗稱金廣福大隘）之墾隘指揮中心及開墾辦事處。金廣福之「金」為臺商俗例，以金字蒙頭取其吉祥之意，「廣」代表廣東，「福」代表福建，這在臺灣早期閩、粵兩地互鬥嚴重情況下，堪稱少見，為臺灣閩粵族群之合作立下典範。
金廣福公館的建築形式為兩進一院之四合院格局，其兩側還各有一條外橫屋。右外橫屋於1935年大地震後改建為日式建築，而左外橫屋目前仍維持清代原有格局。
新竹縣另有縣定古蹟北埔慈天宮、姜阿新洋樓（現為姜阿新教育基金會會址）、北埔姜氏家廟、忠恕堂（曾學熙故居）等。

## 教育

### 國民中學
- 新竹縣立北埔國民中學：為全鄉最高學府，校址位於埔尾村，創立於1953年，初名為新竹縣立竹東中學北埔分部。1956年獨立為新竹縣立北埔初級中學。1968年改制為新竹縣立北埔國民中學[6]。

目前全鄉國小在學學生人數計八百餘人，國中在學人數三百餘人，合計一千二百餘人。高中以上學生則需赴外地就讀，目前國中畢業生升學率達九成以上。

### 國民小學
北埔在新竹縣東部山區一帶是屬於較早開發之地，文風鼎盛。在人口全盛時期，全鄉共有國小三所－北埔國小、大坪國小、內豐國小，另有北埔國中一所。近年來受到鄉村人口外移的影響，位於山區（外坪村內大坪地區）的內豐國小先是降級成為分校，不久後亦在1994年（民國83年）裁撤，從此走入歷史。
- 新竹縣北埔鄉北埔國民小學：創立於1898年（日明治31年），為全鄉歷史最悠久的學校。最初名為「新竹國語講習所北埔分教場」，位於今慈天宮旁。1902年遷至埔尾村近市區處之現址，1941年（昭和16年）更名為「北埔國民學校」，1968年（民國57年）再改制為「新竹縣北埔國民小學」[8]。創校百餘年來，已造就無數人才。

- 新竹縣北埔鄉大坪國民小學：創立於1941年，初為「北埔國民學校大坪分教場」，校址位於外大坪集會所（外坪村）。1946年（民國35年）8月獨立為「大坪國民學校」。1956年設立內坪分班，該分班於1959年升格為分校，1961年再獨立為內豐國民學校。1968年改制為大坪國民小學以迄於今[9]。

## 交通

### 公路
- 台3線：以東北－西南走向貫穿縣境北部的省道台3線為北埔鄉最主要的聯外道路，向東北通往竹東鎮下公館地區後，可經由東西向快速道路台68線通往國道3號、國道1號，即可快速轉赴全台南北各地。亦可在竹東下公館續沿台3線本線通往橫山鄉、關西鎮，並可遠達桃園市及新北市、台北市。

台3線向西南可通往峨眉鄉市區，至苗栗縣頭份市珊珠湖後，可經由縣道124號通往國道1號，即可快速轉赴全台各地。亦可在頭份市珊珠湖續沿台3線本線通往三灣鄉、獅潭鄉、大湖鄉、卓蘭鎮，並可遠達台灣中、南部。
另一聯外道路為新竹市區三號道路（市竹3線），為北埔地區經由寶山鄉通往新竹市區之主要通道。隨著新竹市區生活圈的快速發展，加上新竹科學園區提供大量的就業機會，使得北埔鄉與新竹市區的來往更加頻繁，該道路的重要性也日益增加。
北埔鄉境內鄉道有竹37線。鄉內各村連絡道路因地形關係大致形成一封閉體系，並以北埔市街為中心呈放射狀分佈。鄉道竹37線為全鄉最主要的南北向連絡道路，向北可通往竹東鎮，向南貫穿全境後，可通往苗栗縣南庄鄉東河地區。

### 大眾運輸
- 新竹客運
  - 5609竹東-北埔-峨眉-珊珠湖
  - 5610竹東-北埔
  - 5626竹東-北埔-峨眉-獅山
  - 5627竹東-北埔-小南坑
- 金牌客運
  - 5700竹北-竹東-北埔-峨眉-獅山

## 旅遊

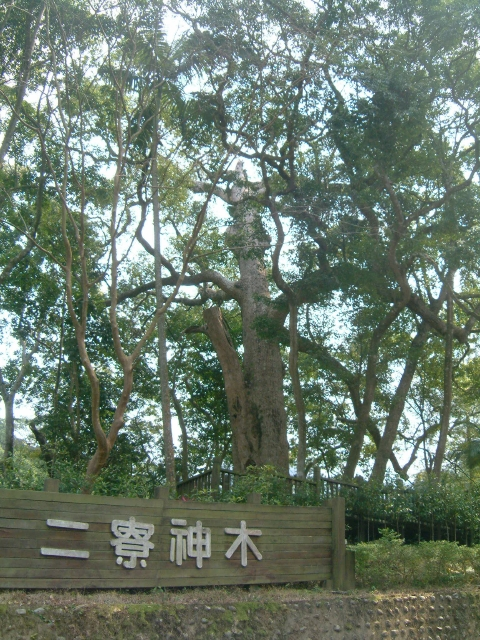
二寮神木

- 綠世界生態農場
- 五指山
- 北埔冷泉
- 秀鑾山公園
- 鄧南光影像紀念館
- 二寮神木
- 百年水車
- 北埔老街
- 糯米橋
- 六塘落羽松

## 相關事件
- 乙未戰爭（姜紹祖組織「敢字營」義勇軍抗日）
- 北埔事件

## 外部連結
- 北埔鄉公所（页面存档备份，存于）
- 北埔鄉公所的Facebook專頁
- YouTube上的北埔鄉公所頻道
- YouTube上的北埔鄉民代表會頻道